# Лемма о руке
Лемма о руке — лемма в доказательстве теоремы Коши о многогранниках.
Неформально утверждение можно описать следующим образом:
Представьте себе руку робота, состоящую из нескольких звеньев, соединённых суставами. 
Каждое звено — это отрезок, а вся рука — ломаная.
Пусть вся рука робота может двигаться в одной плоскости.
Предположим, в изначальном состоянии рука робота образует выпуклую ломаную, то есть такую ломаную, что если мы соединим концы ломаной, то получим выпуклый многоугольник. 
Допустим теперь, что робот увеличивает угол в каждом суставе.
Лемма утверждает, что тогда увеличится и расстояние между началом и концом руки.
Несмотря на простоту формулировки, доказательство леммы не просто.
В частности, именно в этом месте оригинальное доказательство Коши имеет ошибку.
Эта ошибка оставалась незамеченной более ста лет.
Она была замечена Эрнстом Штейницем, видимо, между 1920 и 1928 годами и исправлена только в 1934.

## Формулировка
Предположим, {\displaystyle A_{1}A_{2}\dots A_{n}} выпуклый многоугольник на евкидовой плоскости и {\displaystyle B_{1}B_{2}\dots B_{n}} ломаная в плоскости или пространстве такая, что
- {\displaystyle A_{i}A_{i+1}=B_{i}B_{i+1}} при {\displaystyle i<n},
- {\displaystyle \measuredangle A_{i-1}A_{i}A_{i+1}\leq \measuredangle B_{i-1}B_{i}B_{i+1}} при {\displaystyle 1<i<n}.

Тогда
{\displaystyle A_{1}A_{n}\leq B_{1}B_{n}.}
Более того, в случае равенства ломаные {\displaystyle A_{1}A_{2}\dots A_{n}} и {\displaystyle B_{1}B_{2}\dots B_{n}} конгруэнтны.

## Вариации и обобщения
- Аналогичный результат верен на сфере и плоскости Лобачевского.
  - Более того, лемма естественно обобщается на CAT(κ) пространства.[2]

- Теорема Залгаллера. Если у двух сферических {\displaystyle n}-гольников {\displaystyle A} и {\displaystyle B} соответственные стороны равны и многоугольник {\displaystyle A} лежит в полусфере, то хотя бы один из углов {\displaystyle B} не меньше соответственного угла {\displaystyle A}.[3]

- Лемма о согнутом луке[4] — версия леммы о руке для гладких кривых:
  - Пусть {\displaystyle \gamma } и {\displaystyle {\tilde {\gamma }}} — пара гладких кривых пареметризованных длиной определённых на одном и том же интервале {\displaystyle [a,b]}. Предположим, что для любого {\displaystyle t} выполняется неравенство {\displaystyle \kappa _{\gamma }(t)\leq \kappa _{\tilde {\gamma }}(t)}, где  {\displaystyle \kappa _{\gamma }(t)} и  {\displaystyle \kappa _{\tilde {\gamma }}(t)} обозначает кривизну {\displaystyle \gamma } и соответственно {\displaystyle {\tilde {\gamma }}} при {\displaystyle t}. Далее предположим, что {\displaystyle {\tilde {\gamma }}} есть дуга плоской выпуклой кривой, то есть она проходит вдоль границы некоторой выпуклой плоской фигуры. Тогда расстояние между концами {\displaystyle \gamma } не превосходит расстояния между концаму {\displaystyle {\tilde {\gamma }}}; то есть,
{\displaystyle |\gamma (b)-\gamma (a)|\geq |{\tilde {\gamma }}(b)-{\tilde {\gamma }}(a)|.}

Лемма верна если {\displaystyle \gamma } есть кривая в евклидовом пространстве произвольной размерности. Иногда называется леммой Шура в честь Акселя Шура, доказавшего её частный случай. В полной общности лемма была доказана Эрхардом Шмидтом.